# Rainer Scharf
Rainer Scharf (* 1956; † 2019) war ein deutscher Physiker und Wissenschaftsjournalist.
Rainer Scharf studierte Physik in Düsseldorf und promovierte 1987 bei Fritz Haake in Essen über Quantenchaos (Quantenchaos und Symmetrie gekickter Drehimpulsdynamiken). Als Post-Doktorand war er in Mailand, am Los Alamos National Laboratory, in Hannover und Como. Danach machte er sich selbständig als Wissenschaftsjournalist. Er wohnte auf einem Bauernhof im Westerwald.
Er war regelmäßiger Autor des Physik Journal und für verschiedene Veröffentlichungen und das Onlineportal (pro-physik.de) der DPG, für die er unter anderem die Denkschrift Physik 2001 herausgab, und arbeitete seit 1996 als freier Journalist für die Frankfurter Allgemeine Zeitung.
Er war an Philosophie und Geschichte der Physik interessiert und veröffentlichte ein Buch über die Physik-Nobelpreisträger.

## Schriften
- Ausgezeichnete Physik. Der Nobelpreis und die Geschichte einer Wissenschaft, Bückle und Böhm, 2012
- 100 Jahre Helmholtz-Fonds e.V. und 40 Jahre Helmholtz-Preis, PTB Mitteilungen 4, 2013
- mit Gerd Ulrich Nienhaus, Robert Steegers:  Der Zugang zur Hochschullehrerlaufbahn im Fach Physik an deutschen Universitäten: Habilitation, Juniorprofessur, Nachwuchsgruppenleitung; eine Studie der Deutschen Physikalischen Gesellschaft e.V., Bad Honnef 2010
- als Herausgeber und Ko-Autor:  Physik: Themen, Bedeutung und Perspektiven physikalischer Forschung; Denkschrift zum Jahr der Physik; ein Bericht an Gesellschaft, Politik und Industrie, DPG 2001